# Julián Navas
Julián Alejandro Navas (Mendoza, Provincia de Mendoza; 30 de noviembre de 1993) es un futbolista argentino. Juega de defensor y su equipo actual es Patronato de la Primera Nacional.

## Carrera

### Independiente Rivadavia
Navas llegó a la Primera de Independiente Rivadavia en 2012, pero no logró debutar en el club.

### Wiener SportKlub
Al año siguiente, con 19 años Navas es prestado al Wiener de la Liga Regional de Austria,

### Jorge Newbery de Villa Mercedes
Julián Navas llegó en 2014 a Jorge Newbery, equipo del Torneo Federal B. Allí estuvo 2 temporadas, jugando 55 partidos y convirtiendo 7 goles.

### Vuelta a Independiente Rivadavia
Navas regresó a Independiente Rivadavia en 2016 y debutó el 22 de abril de 2016 en la victoria por 2-1 sobre Estudiantes de San Luis, jugando de titular y siendo reemplazado a los 76 minutos.
Convirtió su primer gol en 2018, en lo que sería victoria por 2-0 contra Ramón Santamarina.
Para la temporada 2018-19, además de afianzarse como titular con 21 partidos, logró convertirle un gol a Atlético de Rafaela, partido que terminó 1-1.
En la temporada siguiente, Navas jugó 13 partidos y convirtió 2 goles (frente a Ferro Carril Oeste y Alvarado).

### Arsenal
Sus buenos años en la Primera B Nacional hicieron que Arsenal, de la Primera División, lo compró a préstamo por 18 meses. Debutó el 12 de diciembre en el empate a 1 con Boca Juniors .
Convirtió su primer gol contra San Lorenzo de Almagro en la derrota 2-1.
En el mismo torneo convertiría en el empate vs Central córdoba su segundo gol en primera división.
En su segundo año en Arsenal convirtió nuevamente esta vez contra Tigre en la última fecha en la Victoria 4 a 1 convirtiendo el primer gol del partido.
Luego de eso finalizó su contrato donde jugó 52 partidos y convirtió 3 goles en Arsenal

### Central Córdoba SGE
En 2023 paso central Córdoba por pedido de Leonardo Madelon. 
Tuvo más participación en el 1er semestre que en el 2do

### Colón de Santa Fe
Actualmente está en Colón

## Clubes
| Club                    | País                | Año                 | PJ  | G  | Prom. |
| ----------------------- | ------------------- | ------------------- | --- | -- | ----- |
| Independiente Rivadavia | Argentina           | 2012-2013           | 0   | 0  | 0     |
| Wiener                  | Austria             | 2013-2014           | ?   | ?? |       |
| Jorge Newbery (VM)      | Argentina           | 2014-2015           | 55  | 7  | 0,20  |
| Independiente Rivadavia | Argentina           | 2016-2020           | 81  | 4  | 0,02  |
| Arsenal                 | Argentina           | 2020-2022           | 52  | 3  | 0,05  |
| Central Córdoba (SdE)   | Argentina           | 2023                | 8   |    |       |
| Colón                   | Argentina           | 2024-Act.           | 4   |    |       |
| Total en su carrera     | Total en su carrera | Total en su carrera | 200 | 14 |       |